# Hedvika Saská
Hedvika Saská také Hadwiga (910? - 965?) byla manželkou vévody Huga Velikého a dcerou východofranského krále Jindřicha I. Ptáčníka z rodu Liudolfovců.

## Život
V roce 937 se provdala za Huga Velikého. Intenzivně podporovala politiku Robertovců na saském dvoře. Její sestra Gerberga Saská naopak hájila zájmy Karlovců. Po manželově smrti spravovala rodové držby v pozici regentky za své nezletilé děti. První syn Hugo Kapet byl později korunován králem Francouzského království, které tehdy zahrnovalo původní državy Robertovců mezi Paříží a Orléansem a skromné královské domény v okolí Remeše a Laonu. Dcera Beatrix Francouzská se stala hornolotrinskou vévodkyní, druhá dcera Ema Francouzská se stala vévodkyní v Normandii, syn Ota Burgundský zdědil Burgundské vévodství a i Jindřich I. Burgundský byl burgundským vévodou. Poslední syn Heribert Auxerrský byl biskupem v Auxerre od roku 971 do své smrti.